# محمد فرامرزی
محمد فرامرزی (به کردی: موحه‌ممه‌د فه‌رامه‌رزی) (۱۵ آبان ۱۳۷۲ – ۹ بهمن ۱۴۰۲) زندانی سیاسی محکوم به اعدام و اهل دهگلان از شهرستان‌های استان کردستان بود که در اواخر تیر ۱۴۰۱ از سوی نیروهای انتظامی و امنیتی جمهوری اسلامی در منطقه صومای برادوست استان آذربایجان غربی به همراه سه شهروند دیگر به نام‌های وفا آذربار، محسن مظلوم و پژمان فاتحی دستگیر شد. وزارت اطلاعات و نورنیوز و سازمان اطلاعات نیروی انتظامی از تاریخ یکم مرداد به بعد، در خبرهای متناقضی دستگیری یک تیم خرابکاری وابسته به موساد را بدون اشاره به هویت دستگیرشدگان منتشر کرد. در ۲۲ تیر، وزارت اطلاعات در بیانیه‌ای از دستگیری ۱۰ نفر در استان آذربایجان غربی خبر داد. وزارت اطلاعات در یکم مرداد اعلام کرد یک تیم خرابکاری در اصفهان پیش از انجام عملیات خرابکارانه دستگیر شده‌اند و در خبرهای بعدی اعلام شد که این افراد از اعضای حزب کومله کردستان ایران بوده و قصد خرابکاری در یک مرکز حساس امنیتی در اصفهان را داشته‌اند. این چهار نفر به همراه رضا رسایی و منصور دهمرده و فرشید حسین‌زهی و مجاهد کورکور در خطر اعدام قریب‌الوقوع قرار داشتند.
محمد فرامرزی همانند سه هم‌پرونده‌ای دیگرش در تمام مدت بازداشت از زمان دستگیری تا اعدام از حق ملاقات محروم بود و تنها ملاقات وی با خانواده‌اش یک روز قبل از اعدام، در روز ۸ بهمن ۱۴۰۲ و پس از ۱۹ ماه بی‌خبری و تنها به مدت ۱۵ تا ۲۰ دقیقه صورت گرفت. به گفتۀ ماریا محمودی همسر محمد فرامرزی این ۴ زندانی سیاسی احکام صادره علیه خود را ناعادلانه و غیرواقعی دانسته و در روز ملاقات در اعتراض به آن در اعتصاب غذا بوده‌اند.

## اتهامات و حکم اعدام
وزارت اطلاعات پس از چند روز حزب کومله کردستان ایران را متهم کرد، اما این حزب با وجود تأیید دستگیری تعدادی از اعضای خود، در اطلاعیه‌ای این اتهامات را واهی و بی‌اساس خواند و قویاً تکذیب کرد و اظهار داشت افراد دستگیر شده هیچ ارتباطی با موساد ندارند و برای فعالیت‌های تشکیلاتی و حزبی به این منطقۀ مرزی در آذربایجان غربی رفته‌بوده‌اند. پس از چهار ماه و بعد از آغاز خیزش سراسری زن، زندگی، آزادی جمهوری اسلامی در مستندی فیلم اعتراف اجباری این چهار نفر را پخش کرد. این زندانیان بدون هیچ سلاح و بدون درگیری بازداشت شده‌اند. پس از ۱۸ ماه بی‌خبری از سرنوشت این چهار نفر، حکم اعدام هر چهار تن در مدت زمان بسیار کمی در دادگاهی کوتاه و فرمایشی صادر شد و به تأیید دیوان عالی کشور نیز رسید. به گفتۀ شبکه حقوق بشر کردستان پس از اعتراض وکیل تسخیری پرونده به حکم صادره، پرونده به شعبۀ ۹ دیوان عالی کشور ارجاع و عیناً تأیید شد. این حکم پس از تأیید در دیوان عالی کشور به اجرای احکام دادگاه تهران ارسال شد و از آن زمان هر لحظه خطر اجرای حکم اعدام این چهار زندانی سیاسی کُرد وجود داشت.

## واکنش‌ها
در مرداد ۱۴۰۱ برای دفاع از حقوق این زندانیان کمپینی تحت عنوان «کمپین دفاع از چهار زندانی سیاسی کُرد» به راه افتاد. این کمپین خواستار پیوستن فعالان به کمپین نه به اعدام شد. بنا بر ویدئوهای منتشرشده در رسانه‌های اجتماعی، برخی از شخصیت‌ها و همچنین مردم عادی در کردستان ایران به این کارزار پیوسته‌اند. بسیاری از حقوق‌دانان و سازمان‌های حقوق بشری صدور این احکام را فراقضایی و ناشی از دلایل سیاسی اعلام کردند. وکیل خانوادۀ زندانیان، این احکام و روند دادرسی را غیرمنصفانه اعلام کرد و گفت خود او و موکلینش از حقوق قانونی‌شان محروم بوده‌اند. این زندانیان در تمام این مدت تحت آزار و شکنجه بوده و از حق داشتن وکیل تعیینی، حق دادرسی عادلانه و حق ملاقات با خانواده محروم بوده‌اند. خانوادۀ این زندانیان، بارها از سوی مأموران اطلاعاتی و امنیتی مورد فشار، اذیت و تهدید قرار گرفته‌اند. سازمان عفو بین‌الملل چندین بار در مورد وضعیت این چهار زندانی ابراز نگرانی کرد. این سازمان در نامه‌ای که در اسفند ۱۴۰۱ به غلامحسین محسنی اژه‌ای، رئیس قوۀ قضائیۀ جمهوری اسلامی و همچنین سفارت ایران در اتحادیۀ اروپا ارسال کرده، خواستار روند عادلانۀ دادرسی برای چهار شهروند کُرد شده که به مدت هفت ماه بود خانواده‌های آن‌ها از وضعیت‌شان بی‌اطلاع بودند و وضعیت آنان را مصداق ناپدیدسازی قهری دانست.
عفو بین‌الملل در آخرین واکنش خود صدور حکم اعدام برای این متهمان را ناعادلانه و به مثابه نقض آشکار حقوق آن‌ها دانست که براساس اعترافات اجباری بوده‌است. بیش از ۱۵ نهاد و سازمان حقوق بشری این احکام را ناعادلانه و غیرمنصفانه اعلام داشته و شدیداً نسبت به آن اعتراض کردند. آبرام پیلی، معاون نمایندۀ ویژه آمریکا در امور ایران، روز پنجشنبه ۱۱ ژانویه (۲۱ دی ۱۴۰۲) با انتشار پستی در شبکۀ اجتماعی ایکس (توئیتر سابق)، صدور حکم اعدام برای چهار زندانی سیاسی کُرد در ایران را محکوم کرد. «ایمپکت ایران» که ائتلافی متشکل از سازمان‌های حقوق بشری بین‌المللی است، در ۱۲ ژانویه ۲۰۲۴، ضمن محکوم‌نمودن صدور احکام اعدام برای این چهار نفر و ناعادلانه خواندن آن، خواهان لغو فوری این احکام شده و از جامعهٔ جهانی درخواست نموده تا در تلاشی جمعی در راستای توقف این احکام، اقداماتی سریع و جدی را در دستور کار قرار دهند. جامعهٔ دفاع از حقوق بشر در ایران ‏(‏LDDHI‏) با اشاره به اسامی و پروندهٔ این چهار نفر افزود که با مجازات اعدام به هر اتهامی و در هر شرایطی مخالف است و علیه آن مبارزه می‌کند، و تمام ایرانیان و جامعهٔ بین‌المللی را به اقدام فوری برای تلاش در جهت متوقف کردن ماشین کشتار در جمهوری اسلامی فرا خواند. درحال‌حاضر، دست‌کم ۲۰ زندانی سیاسی محکوم به اعدام و ۱۲ ‏تن نیز به «جرم»هایی متهم هستند که خطر محکومیت به اعدام در پی دارد. به‌علاوه، دست‌کم ۲۰ تن از معترضان دستگیرشده در اعتراضات سال ‏۱۴۰۱ نیز محکوم به اعدام و ۱۵۹ تن به جرم‌هایی متهم هستند که که ممکن است به صدور حکم اعدام بینجامد.‏
حزب حیات آزاد کردستان (پژاک) روز ۸ بهمن ۱۴۰۲ همزمان با انتشار خبر احتمال اعدام قریب‌ا‌لوقوع چهار زندانی سیاسی کُرد در مخالفت با اجرای احکام اعدام بیانیه‌ای منتشر نمود و ضمن محکوم کردن موج اعدام‌ها از همۀ اقشار جامعه درخواست کرد که با کارزارهای فعالانۀ خود پاسخی محکم به «جمهوری اعدام» بدهند و به جمهوری اسلامی نیز هشدار داد که «امتحان کردن صبر خلق‌ها با حربۀ اعدام، عواقبی جدی برایش دربر خواهد داشت.»
«مادران صلح روژهلات کردستان» در شهر کامیاران با انتشار پیامی، از «مردم آزادی‌خواه» و سازمان‌های حقوق بشری جهان خواستند که علیه حکم اعدام حکومت ایران بایستند و اعلام کردند که بیش از این «قتل فرزندانمان» توسط جمهوری اسلامی را نخواهیم پذیرفت.
ماریا محمودی، همسر محمد فرامرزی تصویری از آخرین نامۀ همسرش پیش از دستگیر شدن را در شبکه اجتماعی ایکس منتشر کرد که در آن خطاب به وی به زبان کُردی نوشته بوده‌است: «آلا جان، من رفتم مراقب خودت باش. امکان دارد دو سه روز طول بکشد. این بماند یادگاری، من نمانم روزگاری.»‌

## اجرای حکم اعدام
در سحرگاه ۹ بهمن سال ۱۴۰۲، محمد فرامرزی به همراه وفا آذربار، پژمان فاتحی و محسن مظلوم، در زندان قزل‌حصار اعدام شدند.

## واکنش‌ها به اعدام
حزب کومله کردستان ایران با انتشار بیانیه‌ای از محمد فرامرزی، وفا آذربار، پژمان فاتحی و محسن مظلوم به عنوان اعضای خود و افرادی مبارز یاد کرد که جوانی و زندگی خود را وقف مبارزە کردە، در این راه جان باخته و جان خود را با افتخار فدای مردم کردستان کرده و مایۀ افتخار این حزب و مردم کردستان هستند.
حزب برابری و دمکراسی خلق‌ها (دم‌پارتی) از ترکیه با صدور بیانیه‌ای، ضمن اشاره به خشونت حکومت ایران در زندان‌ها علیه زندانیان سیاسی و فعالین حقوق بشر از این اعدام‌ها با عنوان «ژینوساید سیاسی» نام برد و آن را به عنوان «سیاست خصمانه و نسل‌کشی خلق کُرد» محکوم کرد و گفت که این سیاست پلید شکست خواهد خورد، اما کسانی که راه آزادی را در پیش گرفته‌اند، پیروز خواهند شد و نام افراد نسل‌کشی‌شده برای همیشه در تاریخ زنده خواهد ماند.
جنبش آزادی جامعه کردستان از عراق با انتشار بیانیه‌ای سکوت نهادهای بین‌المللی در برابر اعدام جوانان کُرد توسط دولت ایران را نشانۀ گردهم آمدن آن‌ها زیر سقف یک سیستم دانست و آن را محکوم کرد.
سیامند معینی ریاست مشترک حزب حیات آزاد کردستان (پژاک) روز ۹ بهمن ۱۴۰۲ در حساب ایکس خود ضمن اشاره به اعدام‌های پادگان سنندج در ابتدای تأسیس حکومت جمهوری اسلامی، نوشت اعدام برای این حکومت به امری عادی تبدیل شده و همین امر مبارزۀ انقلابی برای پایان دادن به این حکومت را الزامی کرده‌است و ما انتقام خون جوانان‌مان را از جلادان خواهیم گرفت. حزب حیات آزاد کردستان علاوه بر این در بیانیه‌ای مشترک با جنبش مبارزه عربی برای آزادی اهواز و حزب مردم بلوچستان ضمن اشاره به اعدام این ۴ زندانی سیاسی و نیز عاصف و عارف اسحاق‌زهی زندانیان سیاسی بلوچ و نیز محمد قبادلو، و خطر اجرای حکم اعدام زندانیان سیاسی عرب علی عبیداوی، مالک موسوی و عباس دریس، بر نامۀ زندانیان محکوم به اعدام زندان قزل‌حصار و اعتصاب غذای هفتگی آنان در روزهای سه‌شنبه علیه احکام اعدام تأکید کرده و ادعا کردند که فهرستی از ۲ هزار زندانی که در آستانۀ اعدام قرار دارند به دست آن‌ها رسیده‌است. این حزب همچنین در روز ۳ فوریه تجمعی را در شهر برن سوئیس ترتیب داد که در آن طناب دار به نشانۀ مخالفت با اعدام سوزانده‌شد.
کنگرۀ ملی کردستان با صدور بیانیه‌ای خشونت حکومت ایران در قبال زندانیان سیاسی و اعدام ۴ زندانی سیاسی کُرد به اتهامی اثبات‌نشده را محکوم کرد و وقوع این اعدام‌ها پس از سفر ابراهیم رئیسی به ترکیه را نشان‌دهندۀ قربانی شدن جان کُردها به خاطر منافع سیاسی دانست و گفت ایران باید با خلق‌ها و زنان ایران صلح کند و از ریختن خون مردم بی‌گناه در سراسر کشور دست بردارد و چه بخواهد و چه نخواهد آینده از آنِ زن، زندگی، آزادی خواهد بود.
سه حزب چپ ایران، کومله کردستان ایران و دموکرات کردستان ایران در کانادا برای برگزاری تجمعی در ۲۹ ژانویۀ ۲۰۲۴، ساعت ۶ بعد از ظهر فراخوانی صادر کردند که با حضور اعضا و طرفداران این احزاب و نیز کومله سازمان کردستان حزب کمونیست ایران، حزب کمونیست کارگری ایران، جبهه ملل برای حق تعیین سرنوشت و جبهۀ دموکراتیک اهواز برگزار شد.

همچنین حزب دموکرات کردستان ایران با صدور بیانیه‌ای اعدام ۴ زندانی سیاسی کُرد و دیگر اعدام‌های زندانیان سیاسی در ایران را محکوم کرد و از جامعۀ جهانی خواست که با فشارهای دیپلماتیک بر حکومت مانع از تداوم این روند شوند. همگامی برای جمهوری سکولار دموکرات در ایران ائتلافی متشکل از ۵ حزب جمهوری‌خواه ایرانی نیز با صدور بیانیه‌ای این اعدام‌ها را قتل حکومتی و همۀ ایرانیان را در سراسر جهان به اعتراض علیه احکام اعدام فراخواند.
همچنین چند تجمع اعتراضی در شهرهای اروپا و آمریکای شمالی برگزار شد. جمعی از فعالان کُرد در روز دوشنبه ۹ بهمن در یوتبری سوئد و جمعی از فعالان سیاسی کُرد و ایرانی بعد از ظهر ۱۰ بهمن در استکهلم تجمع کردند. همچنین به فراخوان «کمیتۀ دفاع از زندانیان سیاسی ایران» و دو حزب دموکرات و کومله کردستان ایران، روز ۱۰ بهمن تجمعی در برابر سفارت ایران در کپنهاگ دانمارک برگزار شد.
کانون نویسندگان ایران ضمن اشاره به شرایط ناعادلانۀ محاکمۀ این چهار زندانی سیاسی اعدام آن‌ها را محکوم کرد. سازمان حقوق بشر ایران که پیشتر از جامعۀ جهانی خواسته‌بود برای نجات جان این ۴ زندانی سیاسی اقدامی فوری به عمل بیاورد، با انتشار بیانیه‌ای ضمن محکوم نمودن این اعدام‌ها از ندا الناشف معاون کمیساریای عالی حقوق بشر خواست که سفر قریب‌الوقوعش را به ایران لغو و دلیل آن‌را صراحتاً اعتراض به این اعدام‌ها عنوان کند.
دو ائتلاف سیاسی «کنگره ملیت‌های ایران فدرال» و «همبستگی فراگیر برای آزادی و برابری در ایران» متشکل از ۱۴ حزب، سازمان و جریان سیاسی نیز با محکوم نمودن این اعدام‌ها، آن را باعث گسترش خشونت و علیه انسانیت دانستند و از سازمان ملل متحد و مجامع حقوق بشری خواستند جمهوری اسلامی را برای توقف اعدام‌ها تحت فشار قرار دهند. «ترکمن‌های دموکرات ایران» با انتشار بیانیه‌ای ضمن همدردی با خانوادۀ جان‌باختگان و مردم کردستان و ایران این اعدام‌ها را قتل حکومتی دانسته و آن را محکوم کردند. شورای مدیریت گذار نیز با ارسال نامه‌ای به آنتونیو گوترش دبیر کل سازمان ملل متحد با اشاره به آمار بالای اعدام در ایران و پاسخگو نبودن حکومت ایران به سازمان‌های بین‌المللی در رابطه با سفر قریب‌الوقوع ندا الناشف معاون کمیساریای عالی حقوق بشر سازمان ملل از وی خواست که سفر وی را مشروط به دیدار با خانوادگان زندانیان سیاسی و اعدام‌شدگان کرده و در غیر این صورت آن را لغو نماید و همچنین از تمام امکاناتش برای لغو احکام اعدام در ایران استفاده کند.
در چندین شهر اداره خودمختار شمال و شرق سوریه تظاهرات‌هایی در اعتراض به اعدام ۴ زندانی سیاسی کُرد توسط حکومت ایران صورت گرفت. در کوبانی، عین عیسی و دیرالزور تجمعاتی صورت گرفت و بیانیه‌هایی در محکومیت اعدام‌ها خوانده شد. تظاهرات کوبانی به اعتراض همزمان علیه اعدام فعالان سیاسی کُرد در ایران و حملات ترکیه به کردستان عراق و سوریه تبدیل شد.
در شهر ژنو سوئیس در در چارچوب کارزار تحصنی که با عنوان «زمان آزادی فرا رسیده است» از ۲۵ ژانویه ۲۰۲۱ چهارشنبۀ هر هفته در مقابل دفتر سازمان ملل متحد برای اعتراض به وضعیت عبدالله اوجالان در زندان ترکیه و با هدف آزادی او برگزار می‌شود، به اعدام چهار زندانی سیاسی کُرد توسط جمهوری اسلامی ایران اعتراض شد و مراسم روز چهارشنبه ۳۱ ژانویۀ ۲۰۲۴ با یک دقیقه سکوت به احترام آنان آغاز شد.

سکینه پروانه و مطلب احمدیان دو زندانی سیاسی کُرد نیز در زندان‌های اوین و مشهد در اعتراض به اعدام ۴ زندانی سیاسی کُرد دست به اعتصاب غذا زدند.

### واکنش های خارجی
ایالات متحده آمریکا اعدام چهار زندانی سیاسی کرد را محکوم کرد و این اقدام را نشانهٔ بی اعتنایی جمهوری اسلامی به حقوق بشر خواند.

### فراخوان برای اعتصاب در کردستان ایران
هفت گروه و سازمان حقوق بشری (سازمان حقوق بشر هانا، سازمان حقوق بشر هه‌نگاو، سازمان حقوق بشر کوردپا، کمپین دفاع از چهار زندانی سیاسی کُرد، کردستان تریبونال، مرکز حقوق بشر زاگرس و سازمان جهانی کُرد) با انتشار بیانیه‌ای در اعتراض به شتاب گرفتن اعدام‌ها در کردستان ایران از تمامی اقشار جامعه کردستان درخواست کردند که با اعلام اعتصاب در روز سه‌شنبه ۱۰ بهمن ۱۴۰۲ نسبت به روند غیرانسانی و ضد حقوق بشری واکنش نشان دهند و علاوه بر مخالفت با اعدام‌، توجه ملی و بین‌المللی را به وضعیت نگران‌کنندۀ حقوق بشر در کردستان جلب کنند.
 حزب چپ ایران، حزب کمونیست کارگری ایران، حزب کمونیست ایران (جریان علیزاده) و سازمان کارگران انقلابی ایران (راه کارگر)، شورای همکاری نیروهای چپ و کمونیست (ائتلافی از ۶ حزب اتحاد سوسیالیستی کارگری، حزب کمونیست ایران، حزب کمونیست کارگری ایران-حکمتیست، سازمان راه کارگر، سازمان فدائیان (اقلیت) و هسته اقلیت)، همگامی برای جمهوری سکولار دموکرات در ایران ائتلافی متشکل از ۵ حزب جمهوری‌خواه ایرانی، حزب کومله کردستان ایران، کومله سازمان کردستان حزب کمونیست ایران (هر دو شاخۀ علیزاده و مازوجی) و جنبش جمهوری‌خواهان دموکرات و لائیک ایران از این فراخوان اعتصاب حمایت کردند. همچنین اعلامیه‌ای با عنوان «هرگز اعدام نکنید! اعدام قتل عمد حکومتی است» با امضای «جمعی از فعالین سیاسی و مدنی شهرهای نقده، پیرانشهر، سردشت و اشنویه» منتشر شد که در آن ضمن اعتراض به اعدام، از فراخوان اعتصاب عمومی در روز سه‌شنبه ۱۰ بهمن حمایت شده‌بود. حزب دمکرات کردستان ایران و حزب حیات آزاد کردستان (پژاک) اگر چه اعدام این چهار زندانی کرد را محکوم کردند، اما به فراخوان اعتصاب عمومی در روز سه‌شنبه ۱۰ بهمن نپیوستند و با این اعتصاب همراهی نکردند.
منابع خبری متعدد از اعتصاب و تعطیلی گستردۀ بازار در روز سه‌شنبه ۱۰ بهمن در شهرهای مختلف کُردنشین مانند سنندج، مریوان، دیواندره، دهگلان، مهاباد، بوکان، سقز، بانه، سروآباد، روانسر، قروه، بازار ارومیه و مناطقی از کرمانشاه خبر داده‌اند.

 بی‌بی‌سی فارسی، از اعتصاب کسبه و بازاریان در سنندج، سقز و بوکان و چند شهر دیگر خبر داد، اما نامی از کرمانشاه در گزارش بی‌بی‌سی فارسی نبود. این در حالی‌ست که هه‌نگاو و برخی منابع خبری دیگر

 از همراهی با اعتصاب عمومی در شهر کرمانشاه خبر دادند. همچنین سازمان حقوق بشری هه‌نگاو از اختلال خطوط تلفن و اینترنت و استقرار نیروهای امنیتی در خیابان‌های بیشتر شهرهای کُردستان و همچنین گشت‌زنی هلیکوپترهای سپاه پاسداران در چند شهر از جمله کرمانشاه، سنندج و بوکان خبر داد.

 «شبکۀ حقوق بشر کردستان» همچنین از انجام رزمایش نظامی-امنیتی سپاه پاسداران و توپ‌باران کوهستان شاهو در نزدیکی روستاهای تنگی‌ور و پالنگان شهرستان کامیاران در استان کردستان خبر داد و آن را در راستای ایجاد رعب و وحشت پس از اعدام ۴ زندانی سیاسی کُرد دانست. در روز اعتصاب عمومی در شهرهای زادگاه چهار زندانی سیاسی اعدام‌شده، شهروندان با حضور گسترده در منزل پدری آن‌ها در مراسم ترحیم آنان شرکت کرده با خانواده و بستگان اعدام‌شدگان ابراز همدردی پرداختند. در این مراسم‌ها شعارهایی مانند «شهیدان نمی‌میرند» سر داده شد. در دهگلان در مقابل منزل خانوادگی محمد فرامرزی، در روستای الک کامیاران در مراسم ترحیم پژمان فاتحی و در مقابل منزل دایی او، در بوکان در منزل خانوادۀ وفا آذربار در محلۀ میراوا و در روستای اوطمیش مهاباد در مقابل منزل خانوادگی محسن مظلوم، گروه‌هایی از مردم حاضر شدند و با تقدیم کردن تاج گل و سر دادن شعار نسبت به اعدام این زندانیان سیاسی توسط جمهوری اسلامی ایران اعتراض کردند.
 در روز سه‌شنبه ١٠ بهمن، دایه شریفه مادر رامین حسین‌پناهی و چند نفر دیگر که قصد رفتن به مراسم ترحیم پژمان فاتحی در کامیاران را داشتند، در میانۀ راە توسط نیروهای امنیتی بازداشت و پس از چند ساعت آزاد شدند و از رفتن آنان به این مراسم ممانعت به عمل آمد.
 به گفتۀ فرزند وی امجد حسین‌پناهی وی دو روز بعد توسط ادارۀ‌اطلاعات سنندج به حصر خانگی تهدید شد. ماریا محمودی همسر محمد فرامرزی  از طرف خانواده‌های اعدام‌شدگان از مردم کردستان که در این اعتراض از این چهار زندانی اعدام شده که وی آن‌ها را «چهار شهید قهرمان» نامید حمایت کردند تشکر کرد. اعدام ۴ زندانی سیاسی کُرد در شبکه‌های اجتماعی نیز واکنش‌های اعتراضی زیادی را در میان کاربران فضای مجازی برانگیخت. حزب دموکرات کردستان ایران با صدور بیانیه‌ای اعتراض مردم به حکم اعدام چهار زندانی سیاسی را نشانه‌ای از موضع حق‌طلبانه مردم کردستان و پویا و زندە بودن جامعه دانست و از مردم کردستان تقدیر کرد.

## ممانعت از تحویل اجساد اعدام‌شدگان به خانواده‌هایشان
به گفتهٔ خانوادهٔ اعدام‌شدگان، جمهوری اسلامی از تحویل دادن اجساد فرزندانشان به آن‌ها ممانعت به عمل آورده و به آن‌ها ابلاغ کرده که خودشان اجساد را در مکانی نامشخص دفن خواهند کرد.